# Sent Crestòfa
Sent Crestòfa (en francès Saint-Christophe) és un municipi de França situat al departament del Charente i a la regió de la Nova Aquitània.